# Windsor (Missouri)
Windsor – miasto w Stanach Zjednoczonych, w stanie Missouri, w hrabstwie Henry.